# ベルン条約
ベルン条約（ベルンじょうやく、英語: Treaty of Bern）、正式名称一般郵便連合の成立に関する条約（いっぱんゆうびんれんごうのせいりつにかんするじょうやく、英語: Treaty concerning the formation of a General Postal Union）は、1874年10月9日に締結された条約。
条約により、現万国郵便連合の前身である一般郵便連合が設立された。

## 採択
スイス連邦参事会の主催で1874年9月15日にベルンで行われた国際会議において22か国の代表が集まり、10月9日にベルン条約を締結した。会議の計画はドイツの郵便局長ハインリヒ・フォン・シュテファンによって作成された。

## 条約の目的
郵便に関する各国のサービスと規制を統一して、国際郵便の自由通行を促進することだった。

## 締結国
ドイツ帝国、オーストリア＝ハンガリー帝国、ベルギー王国、デンマーク王国、エジプト・スルターン国、スペイン王国、アメリカ合衆国、フランス共和国、グレートブリテン及びアイルランド連合王国、ギリシャ王国、イタリア王国、ルクセンブルク大公国、オランダ王国、ポルトガル王国、ルーマニア公国、セルビア公国、スウェーデン＝ノルウェー、スイス連邦、オスマン帝国。

## 万国郵便連合
条約により設立された一般郵便連合は参加国の多さにより1878年に万国郵便連合に改称された。
1964年7月10日、万国郵便連合はベルン条約を新しい万国郵便連合憲章に組み込み、連合に加盟したい国はこの憲章を批准する必要がある。

## 世界郵便の日
条約締結を記念して、締結日である10月9日は世界郵便の日に定められている。